# Ebepius ochrascens
Ebepius ochrascens is een vlinder uit de familie van de Lycaenidae. De wetenschappelijke naam van de soort is voor het eerst geldig gepubliceerd in 1904 door Neave.